# Miri, ein Kleinling
Miri, ein Kleinling (Originaltitel: Miri) ist die nach Ausstrahlungsreihenfolge 8. bzw. nach Produktionsreihenfolge 11. Episode der ersten Staffel der Science-Fiction-Fernsehserie Raumschiff Enterprise. Sie wurde in englischer Sprache erstmals am 27. Oktober 1966 bei NBC ausgestrahlt. In Deutschland war sie zum ersten Mal am 2. November 1987 in einer synchronisierten Fassung bei Sat.1 zu sehen, nachdem das ZDF sie bei der deutschen Erstausstrahlung der Serie in den Jahren 1972 bis 1974 übergangen hatte.

## Handlung
Im Jahr 2266 bei Sternzeit 2713,5 empfängt die Enterprise ein Funksignal von einem Planeten, der sich als ein exakter Doppelgänger der Erde erweist. Ein Außenteam, bestehend aus Captain Kirk, dem ersten Offizier Spock, Schiffsarzt McCoy, Yeoman Rand und zwei Sicherheitsoffizieren, beamt auf die Oberfläche. Dort finden sie eine Stadt vor, die in ihrem Erscheinungsbild dem Nordamerika der Mitte des 20. Jahrhunderts entspricht, aber Anzeichen eines langen Verfalls aufweist. McCoy wird plötzlich von einem entstellten jungen Mann angegriffen, der aber kurz darauf einen Krampfanfall erleidet und stirbt.
Durch ein Geräusch werden Kirk und seine Leute auf ein Gebäude aufmerksam, in dem sie ein verängstigtes Mädchen namens Miri vorfinden. Miri braucht eine Weile, um zu den Fremden Vertrauen zu fassen, erklärt aber schließlich, dass alle Erwachsenen auf dem Planeten krank und gewalttätig geworden waren. Nach einer Weile waren alle tot und nur noch die Kinder blieben übrig. Miri führt das Team zu einem medizinischen Labor, da McCoy eine Seuche als Ursache für den Tod der Erwachsenen vermutet und hier Nachforschungen anstellen will. Im Labor stellt McCoy fest, dass sich alle Mitglieder des Außenteams außer dem Halb-Vulkanier Spock bereits infiziert haben. Spock erfährt durch das Studium der Aufzeichnungen im Labor, dass auf dem Planeten vor 300 Jahren ein Projekt zur Lebensverlängerung stattfand, durch das die Menschen in hundert Jahren nur um fünf Jahre altern sollten. Durch eine Fehlberechnung wirkte das Experiment aber nur bei den Kindern, während alle Erwachsenen starben. Die Kinder ereilt das gleiche Schicksal, wenn sie die Pubertät erreichen.
Kirk will nun Kontakt mit den anderen Kindern aufnehmen. Diese haben sich in einem Gebäude versammelt und fürchten, mit der Ankunft der neuen Erwachsenen könnten sich die furchtbaren Ereignisse der Vergangenheit wiederholen. Jahn, ihr Anführer, fasst den Plan, die Kommunikatoren des Außenteams zu stehlen, um sie so von ihrem Raumschiff abzuschneiden. Als Miri und Kirk das Gebäude betreten, fliehen die Kinder, aber ein infiziertes Mädchen bleibt zurück und greift Kirk an. Nach einem Schuss aus Kirks Phaser stirbt sie, obwohl die Waffe nur auf Betäubung eingestellt war. Spock findet indes heraus, dass bei Miri mittlerweile die Pubertät eingesetzt hat und sie wohl nur noch einen Monat zu leben hat. Den Mitgliedern des Außenteams bleibt hingegen nur noch eine Woche, bis die Krankheit sie in den Wahnsinn treibt.
Die Kinder setzen nun ihren Plan um. Während Kirk und seine Leute nach draußen gelockt werden, dringt Jahn in das Labor ein und entwendet die Kommunikatoren. McCoy kann für seine Forschungen an einem Heilmittel nun nicht mehr auf den Schiffscomputer der Enterprise zugreifen. Dennoch geht die Arbeit weiter, doch am dritten Tag macht sich zunehmend Verzweiflung breit. Rand ist zutiefst beschämt über den Ausschlag, den sie von der Krankheit bekommt, und Kirk versucht sie zu trösten. Das löst bei Miri, die sich in ihn verliebt hat, Eifersucht aus und sie will ihn nun mit den anderen Kindern in eine Falle locken. Zunächst locken die Kinder Rand vom Außenteam weg und nehmen sie als Geisel. Doch bevor auch Kirk gefangen genommen werden kann, offenbart er Miri sein Wissen über die Krankheit. Sie entdeckt erste Krankheitszeichen an sich selbst und ist nun wieder bereit, Kirk zu helfen.
Sie suchen nun erneut die Kinder auf und Kirk erklärt ihnen, dass sie alle früher oder später an der Krankheit sterben werden, wenn sie sich nicht helfen lassen. Die Kinder bleiben jedoch misstrauisch und prügeln auf Kirk ein. Erst als Kirk ihnen klarmacht, dass sie jetzt das Gleiche tun wie damals die Erwachsenen, nämlich andere zu verletzen, beginnen sie schließlich, ihm zuzuhören. McCoy ist es in der Zwischenzeit gelungen, ein Gegenmittel zu entwickeln, doch ohne den Schiffscomputer kann er die richtige Dosis nicht berechnen. Er entschließt sich daher zu einem verzweifelten Selbstversuch. McCoy fällt bewusstlos zu Boden, doch als die Anderen ihn finden, stellen sie fest, dass sein Ausschlag verschwindet, sein Mittel ist also erfolgreich.
Das Außenteam kann nun auf das Schiff zurückkehren. Kirk lässt einige Mediziner zurück, die sich um die Kinder kümmern sollen, bevor ein anderes Schiff für weitere Hilfe sorgt.

## Besonderheiten

### Verbindungen zu anderen Star-Trek-Produktionen
Der Planet, auf dem die Handlung von Miri, ein Kleinling spielt, erhielt in der Folge keinen Namen. Erst in Folge 1.02 (Karten und Legenden) von Star Trek: Picard aus dem Jahr 2020 ist er auf einer Sternenkarte eingezeichnet und trägt hier den Namen „Miri“.

### Sonstiges
Im Vereinigten Königreich wurde Miri, ein Kleinling nach der Erstausstrahlung im Dezember 1970 zusammen mit den Folgen Platons Stiefkinder, Der Plan der Vianer und Wen die Götter zerstören von der BBC viele Jahre lang bei den Wiederholungen von Raumschiff Enterprise ausgelassen. Der Sender sah sich nach einer größeren Zahl von Zuschauerbeschwerden zu diesem Schritt genötigt und begründete ihn damit, dass die Themen Verrücktheit, Folter, Sadismus und Krankheit in diesen Folgen auf eine sehr unangenehme Weise behandelt würden. Daraufhin folgten zahlreiche Gegenbeschwerden von Star-Trek-Fans. Erst ab den frühen 1990er Jahren wurden die vier Folgen in Großbritannien wieder ausgestrahlt.

## Produktion

### Drehbuch
Während die Handlung aus Adrian Spies’ ursprünglichem Drehbuchentwurf weitgehend beibehalten wurde, wurden etwa 80 Prozent der Dialoge von Steven W. Carabatsos stark überarbeitet.

### Darsteller
Lieutenant John Farrell (Jim Goodwin) hat hier seinen letzten Auftritt in Raumschiff Enterprise. Er war zuvor in den Folgen Kirk : 2 = ? und Die Frauen des Mr. Mudd zu sehen.
Viele der Kinderdarsteller waren Verwandte der Schauspieler und des Produktionsteams der Serie. Steven McEveety ist der Neffe von Regisseur Vincent McEveety. Statistenrollen wurden von den beiden Töchtern William Shatners, von den beiden Söhnen Grace Lee Whitneys und von zwei Töchtern Gene Roddenberrys übernommen. Auch Phil und Iona Morris, die Kinder von Greg Morris, der damals eine Hauptrolle in Kobra, übernehmen Sie spielte, übernahmen Statistenrollen. Beide spielten später Nebenrollen in mehreren weiteren Star-Trek-Produktionen.
Kim Darby und Michael J. Pollard, die hier Kinder am Übergang zur Pubertät spielen, waren bei den Dreharbeiten bereits 19 und 27 Jahre alt.

### Drehorte und Kulissen
Miri, ein Kleinling ist die erste Raumschiff-Enterprise-Folge, für die Außenaufnahmen gedreht wurden. Für die Stadt wurde das etwas veränderte Set aus der Andy Griffith Show verwendet, die ebenso wie Raumschiff Enterprise von Desilu produziert wurde.

### Kostüme
Dies ist die einzige Folge der Serie, in der zu sehen ist, dass die Uniformoberteile Reißverschlüsse besitzen.

## Adaptionen
James Blish schrieb eine Textfassung von Miri, ein Kleinling, die auf Englisch erstmals 1967 in der Geschichtensammlung Star Trek (in späteren Auflagen Star Trek 1) erschien. Die deutsche Übersetzung erschien 1972. Blish entwickelte hierfür eine Hintergrundgeschichte für den Planeten, die von der in der Folge stark abweicht und nicht als kanonisch gilt. Während die Serien-Folge den Planeten lediglich zu einem zufälligen Doppelgänger der Erde erklärt, ist er nach Blish die erste irdische Kolonie im Weltraum, die im frühen 22. Jahrhundert besiedelt wurde. Die Haupthandlungszeit der Geschichte ist somit im 25. Jahrhundert angesiedelt.
Eine alternative Erklärung bietet Christopher L. Bennetts ebenfalls nichtkanonischer Roman Forgotten History aus der Reihe Star Trek: Department of Temporal Investigations von 2014. Hier ist der Planet die Erde aus einem parallelen Universum, die in unser Universum versetzt wurde.

## Rezeption
Christian Blauvelt listete Miri, ein Kleinling 2022 auf hollywood.com in einem Ranking aller 79 Raumschiff-Enterprise-Folgen auf Platz 70.

## Parodien und Anspielungen
Elemente aus Miri, ein Kleinling werden in Folge 4.16 (Abenteuer Missbrauch) der Zeichentrickserie South Park aus dem Jahr 2000 parodiert.

## Sonstiges
Die Grundidee der Folge findet sich auch in den Serien The Tribe und The New Tomorrow.